# Naftali Herz Imber
Naftali Herz Imber (hebrejsky נפתלי הרץ אימבר‎, jidiš: נפתלי הערץ אימבער‎, také známý jako Naftali Cvi Imber či Naftali Hirsch Imber, narozen 1856, zemřel 8. října 1909) byl židovský básník, spisovatel a novinář, sionista a dobrodruh, autor textu izraelské hymny Hatikva.

## Biografie
Narodil se ve Złoczowě v Haliči (dnes Zoločiv, Ukrajina). V dětství trpěl nemocí, která mu do jeho sedmi let bránila v pohybu i mluvení. Po uzdravení se začal učit v chederu a udivoval okolí svým talentem. Poezii začal psát v deseti a o několik let později obdržel od císaře Františka Josefa I. ocenění za báseň ke stému výročí připojení Bukoviny k habsburské monarchii. Ve studiích pokračoval v Brodech, kde se seznámil s významnými židovskými literáty té doby a přilnul k myšlence sionismu. Později odešel do Rumunska, cestoval rovněž po Uhrách a Srbsku.
V roce 1882 odešel do Palestiny jako sekretář britského cestovatele a diplomata Laurence Oliphanta. V Jeruzalémě vydal svou první básnickou sbírku, nazvanou Jitřenka (ברקאי‎, Barka'i). Jedna z básní ve sbírce, Tikvatenu (Naše naděje), jejíž první verze byla napsaná už v roce 1877 v rumunském Iași, se brzy stala textem hymny sionistického hnutí a později pod názvem Hatikva hymnou státu Izrael.
V roce 1887 se vrátil do Evropy a žil v Londýně, znovu cestoval, navštívil Indii. V roce 1892 se přestěhoval do USA, kde roku 1909 zemřel v New Yorku na následky svého chronického alkoholismu. 4. března 1953 byly jeho ostatky převezeny do Jeruzaléma.